# Combat Zone Nord
Combat Zone Nord (deutsch Kampfzone Nord) war eine französische Widerstandsorganisation, die der Combat angegliedert war. Sie erhielt Ende 1941 diesen Namen; von ihren Mitgliedern wurde sie ursprünglich nach dem Titel ihrer Untergrundzeitung Les Petites Ailes (deutsch Die kleinen Flügel) benannt. Von der Gestapo wurde sie mit dem Namen Nationale Befreiung bezeichnet.

## Geschichte
Robert Guédon stimmte im Dezember 1940 zu, in der Besetzten Zone Frankreichs einen Zweig der Nationalen Befreiungsbewegung zu gründen, und übernahm dann die Führung der Organisation.
Er sprach Edouard Le Gualez de la Villeneuve, einen Mitarbeiter des Finanzministeriums, wohnhaft im Département Oise, an, mit dem Ziel herauszufinden, ob in der dortigen Gegend Aktionen möglich seien.
Er bildete eine Gruppe, die die Aufgabe hatte, zurückgelassene Waffen von sich zurückziehenden französischen Soldaten zu sammeln, zu reparieren und zu verstecken. Diese sollten bei diversen Aktionen zum Einsatz gebracht werden. Sie führten auch heimliche Aktionen wie das Sammeln von Informationen, die Verteilung von Flugblättern oder die Sabotage deutscher Kommunikationsverbindungen durch.
Das Ziel der Compiègne-Gruppe (auch: „Bataillon de France“) bestand darin, ein Bataillon von Freiwilligen zu bewaffnen, um die Kontrolle über die Stadt Compiègne zu übernehmen, sobald eine alliierte Landung angekündigt wird.
Die Combat Zone Nord war ein Zusammenschluss mehrerer Regionalgruppen und hatte in ihren Reihen sehr viele Handwerker (z. B. Robert Toustou, Alfred Vervin, Georges Fouquoire) und Händler (z. B. Pierre Bourson, Francois Claux).
Die Gruppen von Robert Guédon arbeiteten mit mehreren Gruppen und Netzwerken zusammen, zum Beispiel mit der Musée de l'Homme-Gruppe, bei denen Yvonne Oddon, Boris Vildé, Anatole Lewitsky, Maurice Dutheil de La Rochère, Paul Hauet und Germaine Tillion mitarbeiteten. Auch bestand eine Zusammenarbeit mit den Reseauxs Hector (Normandie), Gloria und der Organisation Civile et Militaire (OCM).
Ende 1941 bis Anfang 1942 wurde diese Gruppe von der deutschen Spionageabwehr zerstört. V-Mann der Geheimen Feldpolizei (GFP) war Jacques Desoubries. Er nannte sich Duverger (alias Jacques Duverger, alias Vogel, alias Jean Masson, alias Pierre Boulain, usw.) und hatte kurz davor die Widerstandsgruppe La Vérité française hochgehen lassen.
Im Zeitraum von Oktober 1941 bis 29. Juni 1942 wurden die meisten Mitglieder der Gruppe festgenommen. Die Widerstandskämpfer waren anfangs im Gefängnis La Santé (Paris), Cherche-Midi (Paris) oder Fresnes inhaftiert.
Im Mai 1942 übernahm die Gestapo Saarbrücken diesen Fall. Innerhalb von vier Monaten, bis September 1942, wurden die meisten verhafteten Mitglieder in die Justizvollzugsanstalt Saarbrücken (Zug von Paris nach Trier) oder ins KZ Hinzert (Alfred Vervin und Michel Edvire) verlegt.
Der Fall wurde erst vom 12. bis zum 19. Oktober 1943 vor dem Zweiten Senat des Volksgerichtshofs in Saarbrücken verhandelt. Die Angeklagten wurden in kleinen Gruppen vor Gericht gestellt. Da durch die eingeschleusten Mitarbeiter der Abwehr und die beschlagnahmten Unterlagen die Anklage hieb- und stichfest war, wurden sehr harte Urteile gefällt.
Jacques Lecompte-Boinet versuchte erfolglos, die Combat Zone Nord wiederherzustellen, und gründete deshalb die Organisation Ceux de la Résistance (CDLR). Viele der nicht verhafteten Mitglieder wechselten später zur OCM oder zur CDLR.
Am Ende des Krieges lebten nur noch drei Männer und sieben Frauen der Mitglieder. René Nicot, Maurice Rousselet und Georges Fouquoire überlebten die Haft und kehrten aus deutscher Gefangenschaft zurück nach Frankreich.
Jacques Desoubries „Duverger“ wurde am 10. März 1947 in Augsburg festgenommen und im Juli 1949 in Frankreich angeklagt. Er wurde zum Tode verurteilt und am 23. Dezember 1949 im Fort de Montrouge erschossen.

## Übersicht über die Widerstandsbewegungen in der besetzten Zone
Neben der Combat Zone Nord gab es in der Nordzone noch die Ceux de la Libération (CDLL), die Libération Nord, die Organisation Civile et Militaire (OCM) und den Front National (Zone Nord). Die Ceux de la Résistance (CDLR) war die Nachfolgeorganisation der Combat Zone Nord.

## Aktionen und Arbeit
Die Gruppe gab die Untergrundzeitschrift „Les Petites Ailes de France“ heraus. Die Erstveröffentlichung war am 17. Mai 1941. Jacques-Yves Mulliez arbeitete mit Maurice Jubert, Thérèse Baton, Gilberte Lindemann, Adzire Lindemann, Louis Durand und Stanislas Pacaud an der Untergrundzeitung mit. In der Rue 176 Quai Louis Blériot befand sich der Redaktionssitz der Zeitung "Les Petites Ailes". Louis Durand hatte die Räume angemietet. Der Drucker Adrien Thomas erhielt von Durand und Le Gualès 80.000,- FF und hat von diesem Geld eine neue Druckmaschine gekauft. Es reichte sogar noch um einen weiteren Drucker einzustellen. Er fand mit Stanislas Pacaud einen erfahrenen Drucker. Die Druckmaschine leistete gute Arbeit und druckte Les Petites Ailes de France und eine große Anzahl von Flugblättern.

## Mitgliederliste
Die folgende Tabelle erhebt keinen Anspruch auf Vollständigkeit.
| Vor- und Nachname                  | Geburtsort                   | Geburtsdatum       | Sterbedatum       | Sterbeort                                      | Sterbeursache                         | Gruppe          | Beruf                                                   | Tag der Verhaftung |
| ---------------------------------- | ---------------------------- | ------------------ | ----------------- | ---------------------------------------------- | ------------------------------------- | --------------- | ------------------------------------------------------- | ------------------ |
| Pierre Arrighi                     | Paris                        | 2. März 1921       | 5. August 1944    | Schloss Hartheim                               | vergast                               |                 |                                                         |                    |
| Robert Ayle                        | Paris                        | 4. Juni 1899       | 28. März 1944     | Mont-Valérien (Suresnes)                       | erschossen                            |                 |                                                         |                    |
| Therese Baton                      | Gisors                       | 28. August 1899    | 31. Dezember 1944 | KZ Ravensbrück                                 |                                       | Jubert          |                                                         | 12. Februar 1942   |
| Georges Beschon                    |                              | 1920               | 29. Oktober 1942  | JVA Saarbrücken                                | Erschöpfung/Krankheit „Ruhr“          | Compiègne       | Arbeiter                                                | 3. März 1942       |
| Gilberte Bonneau du Martray        | Saint-Gérand-le-Puy (Allier) | 4. Januar 1901     | 17. April 1945    | KZ Bergen-Belsen                               |                                       |                 | Krankenschwester                                        |                    |
| Pierre Bouchard                    | Ambérieu-en-Bugey            | 25. Juni 1901      | 14. Juli 1944     | KZ Gusen                                       |                                       |                 | Verwaltungsmitarbeiter, Standesbeamter                  |                    |
| Maurice Bourdet                    | Marseille                    | 9. April 1902      | 19. November 1944 | KZ Neuengamme (AL Bremen-Farge)                |                                       |                 |                                                         |                    |
| Anne-Marie Boumier                 | Tours                        | 13. September 1897 | 13. Dezember 1990 |                                                | (2. Weltkrieg überlebt)               | Ricou           |                                                         | 28. Oktober 1941   |
| Pierre Bourson                     | Compiègne                    | 10. Februar 1902   | 17. Dezember 1944 | KZ Sachsenhausen (Heinkel-Werke in Germendorf) | Erschöpfung                           |                 | Buchhändler, Drucker                                    | 4. März 1942       |
| Louis Bridet                       |                              |                    |                   | ZH Sonnenburg                                  |                                       | Jubert          |                                                         |                    |
| Raymond Burgard                    | Troyes                       | 15. September 1892 | 15. Juni 1944     | Köln-Klingelpütz                               | guillotiniert                         | Ricou           | Lehrer                                                  |                    |
| Gilbert Chevance                   | Nanteuil le Haudouin (Oise)  | 8. Oktober 1907    | 27. Januar 1944   | ZH Sonnenburg                                  |                                       | Jubert          |                                                         |                    |
| Gabriel Clara                      |                              | 1. Januar 1924     | 7. Dezember 1943  | Köln-Klingelpütz                               | guillotiniert                         | Compiègne       | Schüler, Student                                        | 17. April 1942     |
| François Claux                     |                              |                    | xx. Mai 1944      | JVA Saarbrücken                                | Tod bei Luftangriff                   |                 | Weingroßhändler, Stadtrat                               | 3. März 1942       |
| Francois Delimal                   | Paris                        | 16. Februar 1922   | 21. März 1944     | Rue des Saussaies, Paris                       | Gift                                  |                 | Student                                                 |                    |
| Marthe Delpirou-Baron              | Nantes                       | 21. Oktober 1900   | 25. Februar 1945  | KZ Ravensbrück                                 | Erschöpfung                           | Ricou           |                                                         |                    |
| Georges Dubois                     | Le Havre                     | 1896               | 1971              |                                                | (2. Weltkrieg überlebt)               | Compiègne       | Landvermesser                                           |                    |
| Louis Durand                       |                              | 1893               | 24. März 1944     | Köln-Klingelpütz                               | guillotiniert                         | Jubert          | Matrose                                                 |                    |
| Elizabeth Dussauze „Lisbeth“       | London                       | 29. Dezember 1914  | 22. Dezember 1983 |                                                | (2. Weltkrieg überlebt)               | Ricou           |                                                         |                    |
| Paul Dussauze                      | London                       | 22. Juni 1907      | 7. Januar 1944    | Köln-Klingelpütz                               | guillotiniert                         | Ricou           |                                                         |                    |
| Michel Edvire                      |                              | 1923               | 7. Dezember 1943  | Köln-Klingelpütz                               | guillotiniert                         | Compiègne       |                                                         | 3. März 1942       |
| Gualbert Flandrin                  | Moyvillers (Oise)            | 1. April 1885      | 7. Dezember 1943  | Köln-Klingelpütz                               | guillotiniert                         | Compiègne       |                                                         | 3. März 1942       |
| Jean Fleurus                       |                              |                    |                   |                                                |                                       | Compiègne       | Taxifahrer                                              |                    |
| Marcel Florin                      | Toulon                       | 13. Juli 1914      | 1. Juli 1973      |                                                | (2. Weltkrieg überlebt)               |                 |                                                         |                    |
| Georges Leon Fouquoire             | Venette                      | 20. September 1908 | 26. Juni 1976     |                                                | (2. Weltkrieg überlebt)               | Compiègne       | Kesselbauer                                             | 3. März 1942       |
| Pierre de Froment                  | Châteauroux                  | 17. November 1913  | 14. November 2006 |                                                | Alias: Deblé, (2. Weltkrieg überlebt) |                 |                                                         |                    |
| Alexandre Gandouin                 |                              | 1894               | 7. Dezember 1943  | Köln-Klingelpütz                               | guillotiniert                         | Compiègne       | Cafebesitzer                                            | 3. März 1942       |
| Pierre Grandremy                   | Reims                        | 31. Oktober 1908   | 31. Mai 1944      | KZ Bergen-Belsen                               |                                       |                 |                                                         |                    |
| Robert Guédon                      | Nancy                        | 5. Februar 1902    | 11. Mai 1978      |                                                | (2. Weltkrieg überlebt), Leiter       |                 |                                                         |                    |
| Reine Joly-Guédon                  | Janville (Calvados)          | 5. März 1914       |                   |                                                | (2. Weltkrieg überlebt)               |                 |                                                         |                    |
| Christian Héraude                  |                              | 22. April 1913     | 7. Dezember 1943  | Köln-Klingelpütz                               | guillotiniert                         | Compiègne       |                                                         | 3. März 1942       |
| Robert Héraude                     |                              | 27. Oktober 1907   | 7. Dezember 1943  | Köln-Klingelpütz                               | guillotiniert                         | Compiègne       |                                                         | 3. März 1942       |
| Henri Ingrand                      | Echire                       | 19. August 1908    | 23. November 2003 |                                                | (2. Weltkrieg überlebt)               |                 |                                                         |                    |
| Maurice Jubert                     | Bar le Duc                   | 7. Juli 1901       | 22. Februar 1943  | JVA Saarbrücken                                |                                       | Jubert          | Soldat                                                  |                    |
| Odile Kienlen                      | Aix-en-Provence              | 14. Juli 1895      | 16. April 1945    | KZ Mauthausen                                  | Erschöpfung                           |                 |                                                         |                    |
| Denise Lauvergnat                  | Capdenac-Gare (Aveyron)      | 26. Oktober 1913   | 12. Oktober 2005  |                                                | (2. Weltkrieg überlebt)               |                 |                                                         |                    |
| Abel Laville                       |                              | 1904               | 7. Dezember 1943  | Köln-Klingelpütz                               | guillotiniert                         | Compiègne       |                                                         | 17. April 1942     |
| Philippe Le Forsonney              | Rive-de-Gier                 | 15. Februar 1917   | 22. Februar 1969  |                                                | (2. Weltkrieg überlebt)               | Ricou           |                                                         |                    |
| Charles Le Gualès de la Villeneuve | Limoges                      | 10. November 1881  | 7. Januar 1944    | Köln-Klingelpütz                               | guillotiniert                         | Ricou           |                                                         | 5. Februar 1942    |
| Pierre Le Rolland                  | Épernay                      | 29. August 1920    | 7. August 2009    |                                                | (2. Weltkrieg überlebt)               | Rue de Verneuil |                                                         |                    |
| Adzire Lindemann                   |                              | 1882               | 9. März 1945      | KZ Ravensbrück                                 | Erschöpfung                           | Jubert          |                                                         | 30. November 1941  |
| Gilberte Lindemann                 |                              | 1913               | 1990              |                                                | (2. Weltkrieg überlebt)               | Jubert          |                                                         | 30. November 1941  |
| Marietta Martin-Le-Dieu            | Arras (Pas-de-Calais)        | 4. Oktober 1902    | 11. November 1944 | Frankfurt/Main                                 |                                       |                 |                                                         | 6. Februar 1942    |
| Jacques-Yves Mulliez               | Longeron (Maine et Loir)     | 25. November 1917  |                   |                                                |                                       |                 |                                                         |                    |
| René (Jean?) Nicot                 |                              | 20. April 1901     |                   |                                                | (2. Weltkrieg überlebt)               |                 | Lehrer                                                  | 3. März 1942       |
| André Noel                         |                              | 1909               | 7. Januar 1944    | Köln-Klingelpütz                               | guillotiniert                         | Rue de Verneuil |                                                         |                    |
| Anne Noury                         | Saint-Malo                   | 3. Januar 1901     | 10. Mai 1945      | KZ Bergen-Belsen                               | Krankheit / Typhus                    |                 |                                                         | 28. Oktober 1941   |
| Stanislas Pacaud                   |                              | 1892               | 15. April 1945    | Leitmeritz                                     | Krankheit / Krankenstation            |                 |                                                         |                    |
| René Parodi                        | Rouen                        | 8. Februar 1904    | 16. April 1942    | Fresnes                                        |                                       |                 |                                                         |                    |
| Marguerite „Maguy“ Perrier         | Saint-Jacques-d'Ambur        | 28. Januar 1895    | 17. November 1985 |                                                | (2. Weltkrieg überlebt)               |                 |                                                         |                    |
| Paul Petit                         | Paris                        | 2. Mai 1893        | 24. August 1944   | Köln-Klingelpütz                               | guillotiniert                         | Ricou           | Jurist, Soziologe, Schriftsteller, Übersetzer, Diplomat |                    |
| Tony Ricou                         | Paris                        | 10. August 1912    | 7. Januar 1944    | Köln-Klingelpütz                               | guillotiniert                         | Ricou           |                                                         |                    |
| Michel Riquet                      | Paris                        | 8. September 1898  | 5. März 1993      |                                                | (2. Weltkrieg überlebt)               |                 |                                                         |                    |
| Maurice Rousselet                  |                              |                    | 15. Oktober 2010  |                                                | (2. Weltkrieg überlebt)               | Compiègne       |                                                         | 3. März 1942       |
| Louis (Auguste-Hippolyte) Royer    | Vivoin                       | 20. Juli 1897      | 30. April 1945    | Reichenberg (Liberec)                          | Gefängnis                             |                 |                                                         |                    |
| Jeanne Sivadon                     | Toulouse                     | 26. Juni 1901      | 31. August 1995   |                                                | (2. Weltkrieg überlebt)               |                 |                                                         |                    |
| Georges Tainturier                 | Labruyère (Oise)             | 20. Mai 1890       | 7. Dezember 1943  | Köln-Klingelpütz                               | guillotiniert                         | Compiègne       | Sportler, Soldat                                        | 3. März 1942       |
| Adrian Thomas                      | Vincennes                    | 10. September 1891 | 24. März 1944     | Köln-Klingelpütz                               | guillotiniert                         |                 | Drucker                                                 |                    |
| Robert Toustou                     |                              | 1902               | 1. Mai 1945       | Parchim                                        | Tod auf der Straße                    | Compiègne       | Hutmacher                                               | 3. März 1942       |
| Armand Vallée                      |                              | 9. April 1909      | 30. März 1945     | KZ Mauthausen                                  |                                       |                 |                                                         | 6. Februar 1942    |
| Albert Vanderdriessche             |                              | 1896               | 7. Dezember 1943  | Köln-Klingelpütz                               | guillotiniert                         | Compiègne       |                                                         | 3. März 1942       |
| Heléne Vautrin                     |                              | 1895               | xx. Februar 1945  | KZ Ravensbrück                                 | Transport                             |                 |                                                         |                    |
| Alfred Vervin                      | Plessis-Brion (Oise)         | 22. Februar 1908   | 23. Januar 1943   | JVA Saarbrücken                                | Krankheit                             | Compiègne       | Schlosser                                               | 3. März 1942       |
| Marcelle Grand-Vilaine             | Rozières-sur-Crise           | 22. Mai 1905       |                   |                                                | (2. Weltkrieg überlebt)               |                 |                                                         |                    |